# Barbentane
Barbentane is een gemeente in het Franse departement Bouches-du-Rhône in de regio Provence-Alpes-Côte d'Azur. De plaats maakt deel uit van het arrondissement Arles. Op 1 januari 2022 telde Barbentane 4.262 inwoners.

## Geografie
De oppervlakte van Barbentane bedraagt 27,13 vierkante kilometer; Op 1 januari 2022 was de bevolkingsdichtheid 157,1 inwoners per km².

De onderstaande kaart toont de ligging van Barbentane met de belangrijkste infrastructuur en aangrenzende gemeenten.

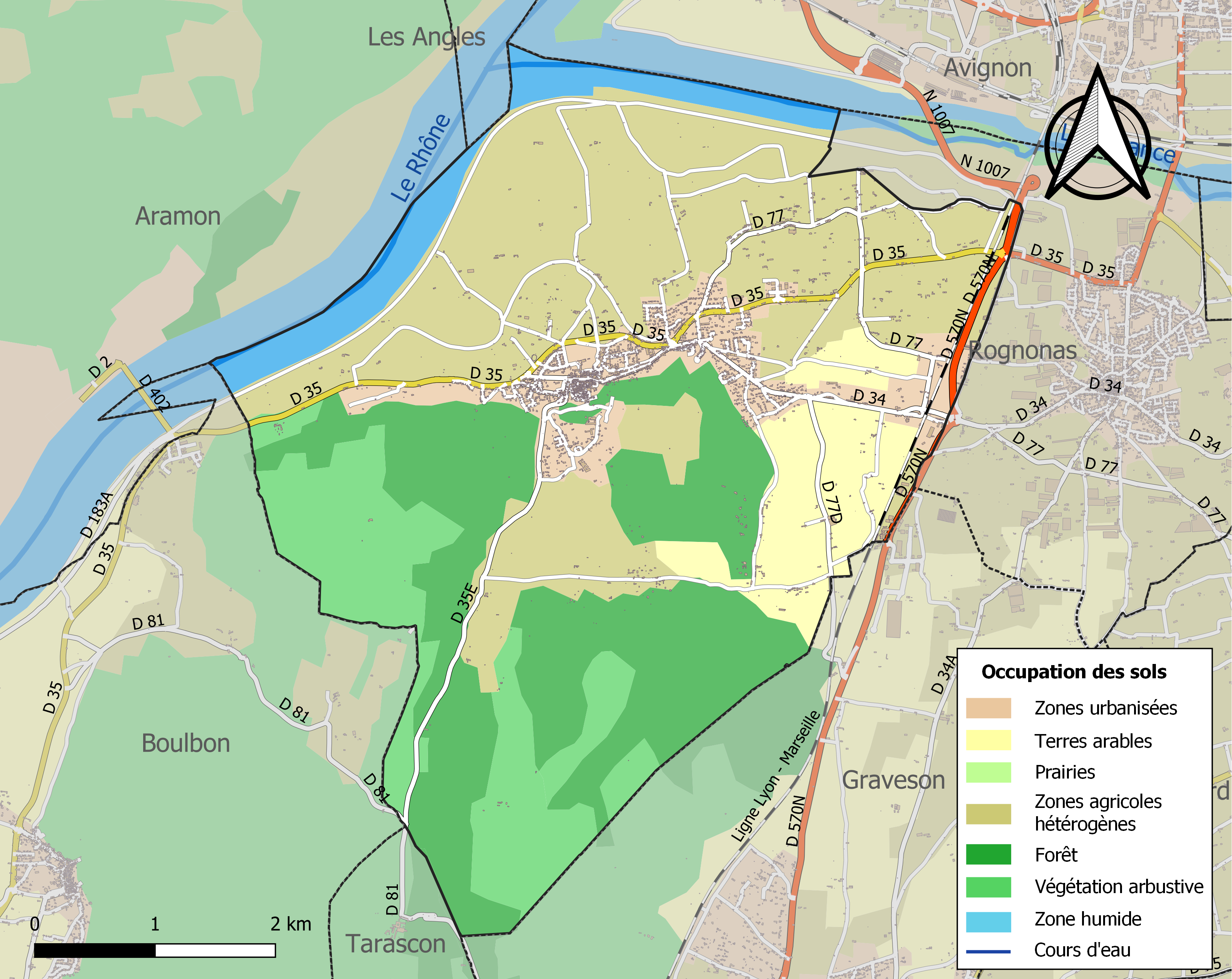

## Demografie
Onderstaande figuur toont het verloop van het inwonertal.
Vanwege een beveiligingsprobleem met de MediaWiki Graph-software is het momenteel niet mogelijk deze grafiek weer te geven. Zodra de software is bijgewerkt zal de grafiek vanzelf weer zichtbaar worden.